# 吳溥 (成化進士)
吳溥（1436年—？），字公濟，山東濟南府德平縣人，軍籍。明朝政治人物。進士出身。

## 生平
天順六年（1462年）壬午科山東鄉試第十一名。成化八年（1472年）壬辰科會試第二百二十三名，殿試登進士第三甲第三十七名。

## 家族
曾祖父吳子實，贈刑部郎中。祖父吳達，曾任知府。父亲吳琦，贈戶部主事。